# Антонія Ксенія Тоут
Антонія Ксенія Тоут (нар. 2 липня 1986) — колишня румунська тенісистка.
Найвищу одиночну позицію світового рейтингу — 483 місце досягла 24 липня 2006, парну — 374 місце — 19 березня 2007 року.
Здобула 9 парних титулів.

## Фінали ITF

### Одиночний розряд: 2 (0–2)
| Результат | Ранг | Дата            | Турнір         | Покриття | Суперниця      | Рахунок  |
| --------- | ---- | --------------- | -------------- | -------- | -------------- | -------- |
| Поразка   | 1.   | 28 березня 2005 | Патри, Греція  | Тверде   | Меделіна Гожня | 5–7, 2–6 |
| Поразка   | 2.   | 30 травня 2006  | Дьєр, Угорщина | Ґрунт    | Віраг Немет    | 2–6, 3–6 |

### Парний розряд: 19 (9–10)
| Результат | Ранг | Дата            | Турнір                            | Покриття | Партнерка          | Суперниці                                  | Рахунок          |
| --------- | ---- | --------------- | --------------------------------- | -------- | ------------------ | ------------------------------------------ | ---------------- |
| Перемога  | 1.   | 27 квітня 2005  | Херцег-Новий, Сербія & Чорногорія | Ґрунт    | Ралука Олару       | Aleksandra Lukič Патриція Волльмаєр        | 6–4, 4–1 ret.    |
| Поразка   | 1.   | 30 серпня 2005  | Бухарест, Румунія                 | Ґрунт    | Емілі Веблі-Сміт   | Corina-Claudia Corduneanu Леноре Лезерою   | 1–6, 2–6         |
| Поразка   | 2.   | 10 вересня 2005 | Кимпіна, Румунія                  | Ґрунт    | Агнеш Сатмарі      | Maria Luiza Crăciun Йоана Гашпар           | 7–6(6), 4–6, 4–6 |
| Перемога  | 2.   | 9 квітня 2006   | Макарська, Хорватія               | Ґрунт    | Ралука Олару       | Юганна Ларссон Надя Рома                   | 6–4, 7–5         |
| Перемога  | 3.   | 16 квітня 2006  | Хвар (місто), Хорватія            | Ґрунт    | Каролина Йованович | Неда Козич Андреа Попович                  | 6–1, 2–6, 6–0    |
| Н/Д       | Н/Д  | 30 квітня 2006  | Херцег-Новий, Сербія & Чорногорія | Ґрунт    | Каролина Йованович | Катаріна Кіллі Ана Веселинович             | NP               |
| Поразка   | 3.   | 7 травня 2006   | Дубровник, Хорватія               | Ґрунт    | Каролина Йованович | Тіна Обреж Полона Ребершак                 | 3–6, 4–6         |
| Перемога  | 4.   | 23 травня 2006  | Будапешт, Угорщина                | Ґрунт    | Наташа Зорич       | Наомі Кедевей Джорджи Джент                | 6–1, 6–2         |
| Перемога  | 5.   | 21 серпня 2006  | Марибор, Словенія                 | Ґрунт    | Дьяна Енаке        | Дія Евтімова Маша Зец-Пешкірич             | w/o              |
| Поразка   | 4.   | 4 вересня 2006  | Бухарест, Румунія                 | Ґрунт    | Дьяна Енаке        | Лаура Йоана Пар Maria Luiza Crăciun        | 4–6, 6–1, 3–6    |
| Перемога  | 6.   | 25 вересня 2006 | Сегед, Угорщина                   | Ґрунт    | Наташа Зорич       | Таліта Де Ґрот Lucie Makrlíková            | 6–3, 6–3         |
| Перемога  | 7.   | 8 жовтня 2006   | Софія, Болгарія                   | Ґрунт    | Андреа Попович     | Maria-Белен Корбалан Davina Lobbinger      | 6–4, 1–6, 7–5    |
| Перемога  | 8.   | 5 лютого 2007   | Майорка, Іспанія                  | Ґрунт    | Сімона Добра       | Ангелина Габуєва Татьяна Пряхін            | 6–1, 6–2         |
| Поразка   | 5.   | 1 квітня 2007   | Каїр, Єгипет                      | Ґрунт    | Laura Ioana Paar   | Галина Фокіна Yasmin Hamza                 | 0–6, 6–2, 1–6    |
| Поразка   | 6.   | 13 квітня 2007  | Спліт, Хорватія                   | Ґрунт    | Міхаела Бузернеску | Ольга Брозда Наталія Колат                 | 2–6, 1–6         |
| Поразка   | 7.   | 4 червня 2007   | Пітешть, Румунія                  | Ґрунт    | Дьяна Енаке        | Лаура-Йоана Андрей Raluca Ciulei           | 2–6, 4–6         |
| Поразка   | 8.   | 11 червня 2007  | Балш, Румунія                     | Ґрунт    | Дьяна Енаке        | Raluca Ciulei Марія Ірігоєн                | 3–6, 3–6         |
| Поразка   | 9.   | 23 липня 2007   | Арад, Румунія                     | Ґрунт    | Дьяна Енаке        | Melisa Cabrera Handt Carolina Gago Fuentes | 5–7, 4–6         |
| Перемога  | 9.   | 27 серпня 2007  | Хунедоара (місто), Румунія        | Ґрунт    | Дьяна Енаке        | Лаура-Йоана Андрей Ірина-Камелія Бегу      | 3–6, 6–4, 6–4    |
| Поразка   | 10.  | 25 травня 2008  | Галац, Румунія                    | Ґрунт    | Александра Каданцу | Крістіна Кучова Валентіна Сульпіціо        | 0–6, 2–6         |